# یان بدنارک
یان کسپر بدنارک (انگلیسی: Jan Kacper Bednarek؛ زادهٔ ۱۲ آوریل ۱۹۹۶) بازیکن فوتبال و مدافع اهل لهستان و بازیکن کنونی باشگاه فوتبال ساوت‌همپتون است.
از باشگاه‌هایی که در آن بازی کرده‌است می‌توان به باشگاه فوتبال لخ پوزنان اشاره کرد و هم اکنون در باشگاه فوتبال ساوت‌همپتون در لیگ برتر فوتبال انگلستان حضور دارد.
وی همچنین در تیم‌های ملی فوتبال لهستان بازی کرده‌است و برادر بزرگتر وی فیلیپ بدنارک نیز هم اکنون به عنوان دروازه بان در باشگاه فوتبال لخ پوزنان حضور دارد.